# Pain d'épices de Deventer
Le pain d'épices de Deventer (néerlandais : Deventer koek) est un pain d'épices de la ville néerlandaise de Deventer. Il était traditionnellement cuit en respectant des instructions municipales strictes édictées pour une qualité constante et une longue conservation. Ce gâteau est devenu une fierté de Deventer, surnommée la ville des gâteaux.

## Histoire

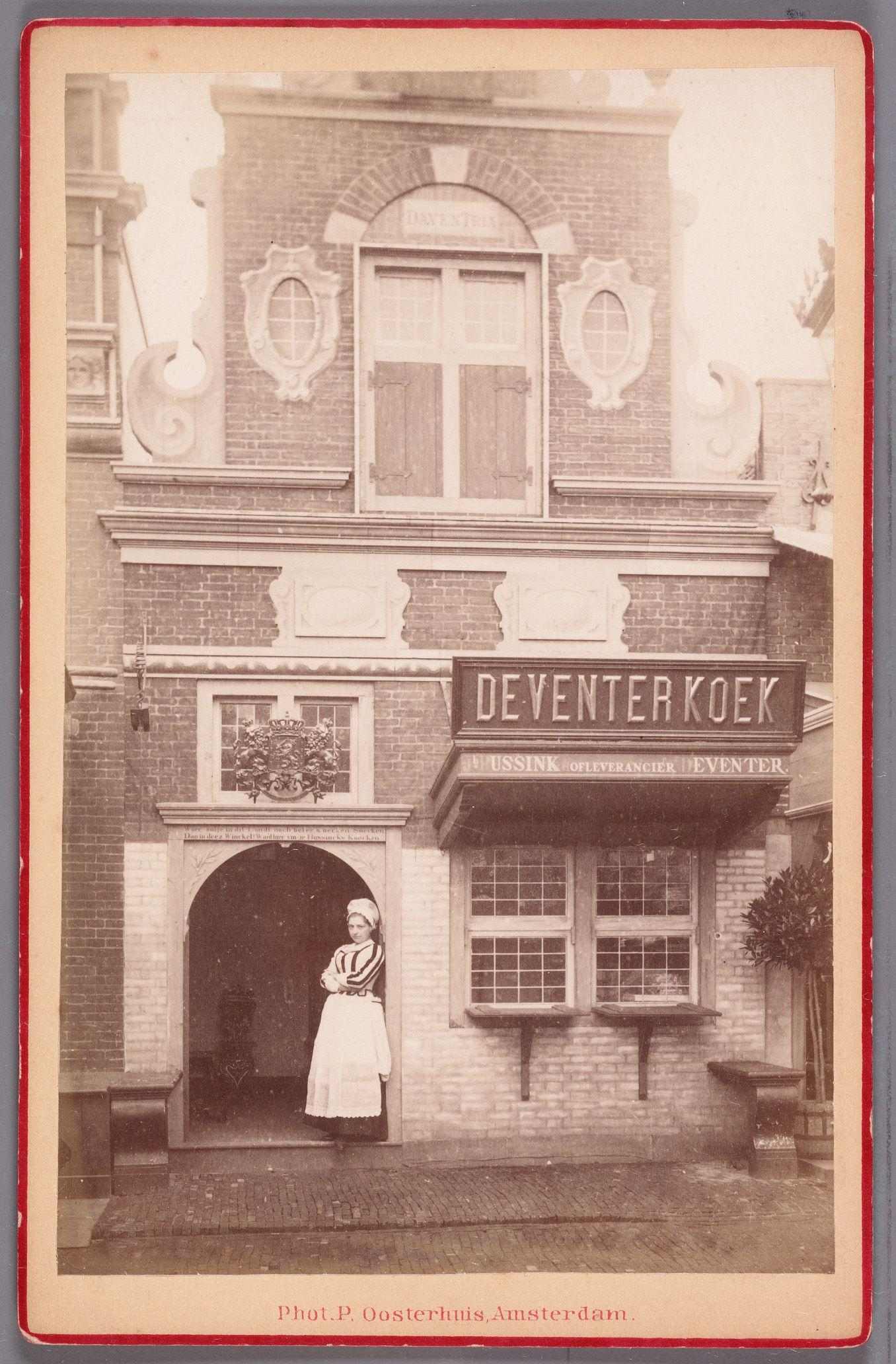
Magasin de la famille Bussink où on vend le pain d'épices de Deventer, vers 1887.

L'histoire du pain d'épices de Deventer remonte au Moyen Âge : la première ordonnance connue pour ses règles de fabrication des gâteaux date de 1417. 
Il est vendu dans le Deventer Koekwinkel ou Bussink's Koekwinkel, où Jb. Bussink serait le seul pâtissier à préparer le vrai Deventer koek selon une recette séculaire secrète.